# Pycreus okavangensis
Pycreus okavangensis là loài thực vật có hoa trong họ Cói. Loài này được Podlech miêu tả khoa học đầu tiên năm 1960.